# Microlophus
Microlophus is een geslacht van hagedissen uit de familie kielstaartleguaanachtigen (Tropiduridae).

## Naam en indeling
De wetenschappelijke naam van de groep werd voor het eerst voorgesteld door André Marie Constant Duméril en Gabriel Bibron in 1837. Er zijn 23 soorten, de meest recent beschreven soort is Microlophus yanezi uit 1980. De wetenschappelijke geslachtsnaam Microlophus betekent vrij vertaald 'kleine nek'; micro = klein en lophus = nek.

## Verspreiding en habitat
De soorten komen voor in delen van noordelijk Zuid-Amerika en leven in de landen Chili, Ecuador en Peru. Een groot aantal soorten is endemisch op de Galapagoseilanden.
De habitat bestaat uit drogere gebieden zoals scrubland, woestijnen en droge streken langs de kust zoals stranden en kliffen.

## Beschermingsstatus
Door de internationale natuurbeschermingsorganisatie IUCN is aan 21 soorten een beschermingsstatus toegewezen. Zestien soorten worden gezien als 'veilig' toegewezen (Least Concern of LC) en twee als 'onzeker' (Data Deficient of DD). Drie soorten ten slotte worden beschouwd als 'gevoelig' (Near Threatened of NT).

## Soorten
Het geslacht omvat de volgende soorten, met de auteur en het verspreidingsgebied.
| Naam                        | Auteur              | Verspreidingsgebied         |
| --------------------------- | ------------------- | --------------------------- |
| Microlophus albemarlensis   | Baur, 1890          | Ecuador (Galapagoseilanden) |
| Microlophus atacamensis     | Donoso-Barros, 1960 | Chili                       |
| Microlophus barringtonensis | Baur, 1892          | Ecuador (Galapagoseilanden) |
| Microlophus bivittatus      | Peters, 1871        | Ecuador (Galapagoseilanden) |
| Microlophus delanonis       | Baur, 1890          | Ecuador (Galapagoseilanden) |
| Microlophus duncanensis     | Baur, 1890          | Ecuador (Galapagoseilanden) |
| Microlophus grayii          | Bell, 1843          | Ecuador (Galapagoseilanden) |
| Microlophus habelii         | Steindachner, 1876  | Ecuador (Galapagoseilanden) |
| Microlophus heterolepis     | Wiegmann, 1834      | Chili, Peru                 |
| Microlophus indefatigabilis | Baur, 1890          | Ecuador (Galapagoseilanden) |
| Microlophus jacobii         | Baur, 1892          | Ecuador (Galapagoseilanden) |
| Microlophus koepckeorum     | Mertens, 1956       | Peru                        |
| Microlophus occipitalis     | Peters, 1871        | Ecuador, Peru               |
| Microlophus pacificus       | Steindachner, 1876  | Ecuador (Galapagoseilanden) |
| Microlophus peruvianus      | Lesson, 1830        | Ecuador, Peru               |
| Microlophus quadrivittatus  | Tschudi, 1845       | Chili, Peru                 |
| Microlophus stolzmanni      | Steindachner, 1891  | Peru                        |
| Microlophus tarapacensis    | Donoso-Barros, 1966 | Chili                       |
| Microlophus theresiae       | Steindachner, 1901  | Peru                        |
| Microlophus theresioides    | Donoso-Barros, 1966 | Chili                       |
| Microlophus thoracicus      | Tschudi, 1845       | Peru                        |
| Microlophus tigris          | Tschudi, 1845       | Peru                        |
| Microlophus yanezi          | Ortiz-Zapata, 1980  | Chili                       |